# سرخیو گررو (بازیکن فوتبال)

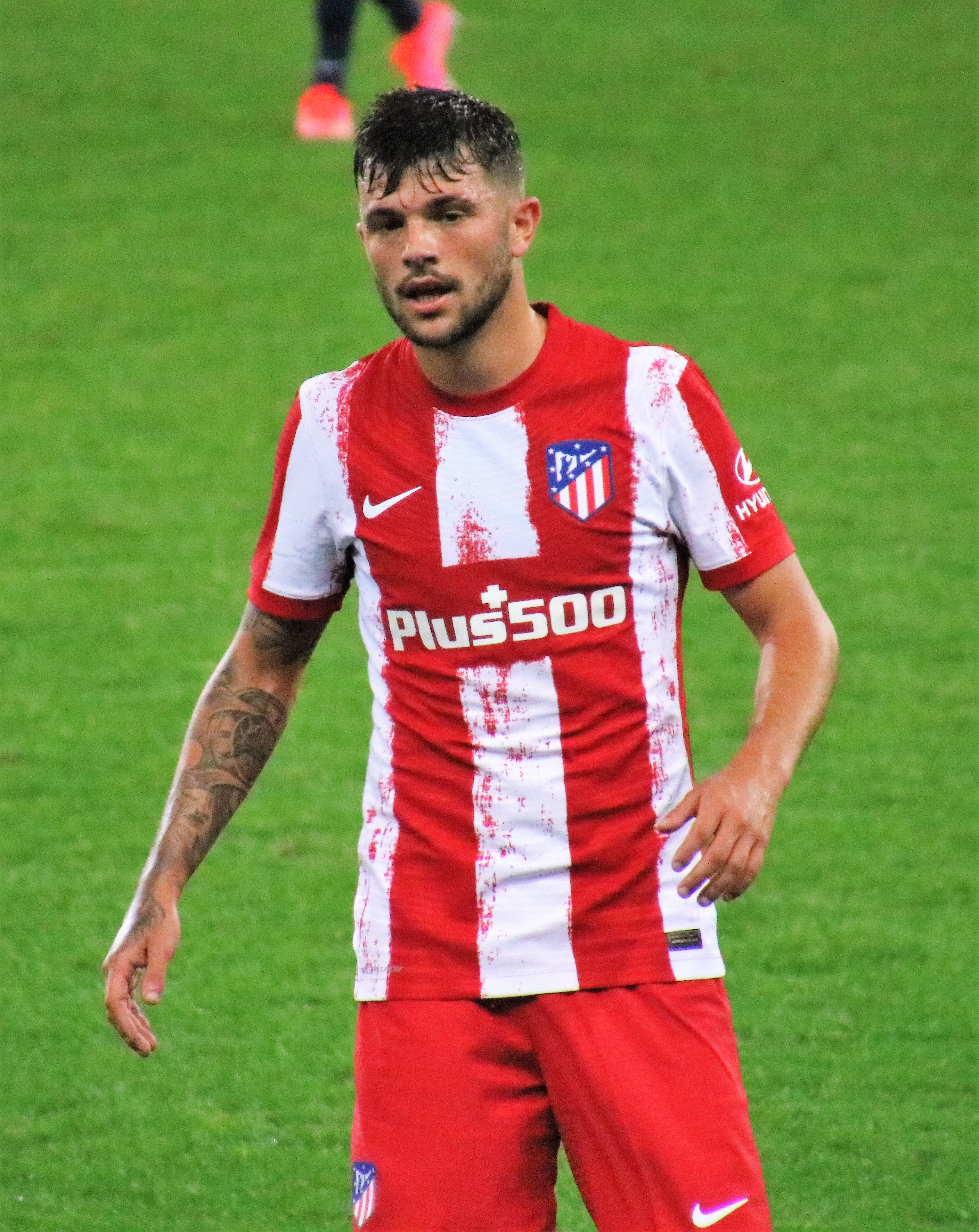
سرخیو گررو در سال ۲۰۲۱

سرخیو گررو (انگلیسی: Sergio Guerrero؛ زادهٔ ۱۳ ژانویهٔ ۱۹۹۹) بازیکن فوتبال است.